# Zelotes semirufus
Zelotes semirufus este o specie de păianjeni din genul Zelotes, familia Gnaphosidae. A fost descrisă pentru prima dată de Ludwig Carl Christian Koch în anul 1882. Conform Catalogue of Life specia Zelotes semirufus nu are subspecii cunoscute.